# José Alves Matoso
José Alves Matoso (* 18. Februar 1860 in Coja, Gemeinde Arganil, Distrikt Coimbra, Portugal; † 1. Februar 1952 in Guarda, Portugal) war ein portugiesischer Geistlicher und Bischof von Guarda von 1914 bis 1952.

## Leben und Wirken
Matoso entstammte als Sohn von Manuel Alves und Guiomar da Fonseca der Gemeinde Coja. Er studierte ab 1880 in Coimbra Theologie. Nach Abschluss seines Studiums wurde er  1882 zum  Priester geweiht und war als solcher tätig, ab 1891 war er Domherr in Coimbra, im Jahr 1900 wurde er zum Prälaten ernannt.
Am 3. Oktober 1914 wurde er von Papst Benedikt XV. zum Bischof von Guarda ernannt und trat das Amt am 18. April 1915 offiziell an. Er blieb siebenunddreißig Jahre im Amt des Bischofs und starb am 1. Februar 1952 im Alter von 91 Jahren.
In seiner Heimatgemeinde Coja steht eine Büste, die an den Bischof erinnert. Zu seinem neunzigsten Geburtstag erschien eine Festschrift über das Leben und die Amtszeit des Bischofs. In Guarda ist eine Straße nach ihm benannt.

## Schriften (Auswahl)
- Festas Jubilares Episcopais, 1915–1940, erschienen 1940.
- Os sacramentos (Die Sakramente), 1961 (posthum).